# Roschbach
Roschbach is een plaats in de Duitse deelstaat Rijnland-Palts, en maakt deel uit van de Landkreis Südliche Weinstraße.
Roschbach telt 856 inwoners.

## Bestuur
De plaats is een Ortsgemeinde en maakt deel uit van de Verbandsgemeinde Edenkoben.